# Marten van Riel
Marten van Riel (15 de dezembro de 1992) é um triatleta profissional belga.

## Carreira

### Rio 2016
Marten van Riel competiu na Rio 2016, ficando em 6º lugar com o tempo de 1:46.03.